# Rupicapnos africana
Rupicapnos africana är en vallmoväxtart. Rupicapnos africana ingår i släktet Rupicapnos och familjen vallmoväxter.

## Underarter
Arten delas in i följande underarter:
- R. a. africana
- R. a. cerefolia
- R. a. decipiens
- R. a. faurei
- R. a. gaetula
- R. a. mairei
- R. a. oranensis
- R. a. pomeliana

## Bildgalleri

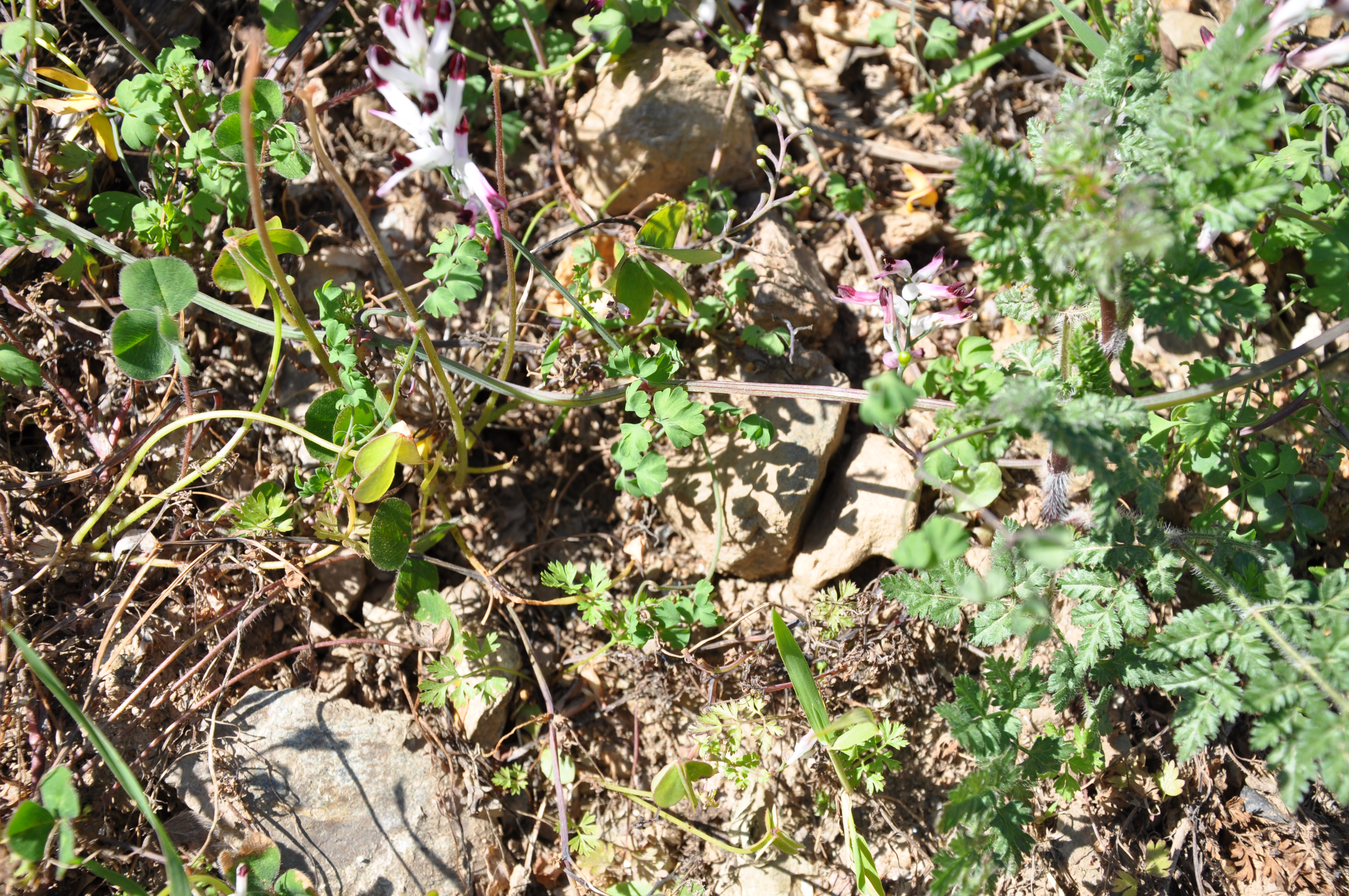